# Campo Charro
El Campo Charro és una comarca de la província de Salamanca (Castella i Lleó). Es caracteritza per una població rural, un paisatge on predomina la devesa i la importància de la ramaderia com a motor econòmic. Es pot emprar el nom charro per a designar una extensió major, la de la província.